# Kostel svatého Bartoloměje (Březová nad Svitavou)
Kostel svatého Bartoloměje je římskokatolický, orientovaný kostel v Březové nad Svitavou. Je farním kostelem farnosti Březová nad Svitavou. Kostel je chráněn jako kulturní památka.

## Historie
Původní kostel pocházel ze 13. století. Nynější kostel byl přestavěn ve stylu vrcholného baroka v letech 1721-1725, kdy byla přistavěna nová věž v západním průčelí a byla vybudována barokní krypta.

## Interiér
Interiér je klenutý, v presbytáři jsou nástropní malby. Varhany pocházejí z roku 1905, předešlé barokní (z poloviny 18. století) byly tehdy demontovány.

## Bohoslužby
Bohoslužby se konají v neděli od 9:00.